# Šime Poduje
Šime Poduje (Vis, 19. svibnja 1905. – Split, 31. listopada 1966.) je bivši hrvatski nogometaš, športski dužnosnik i pravnik. Njegov mlađi brat Veljko također je bio nogometaš.
Za splitski Hajduk odigrao je ukupno 226 utakmica i postigao 87 zgoditaka. Igrao je na poziciji napadača S Hajdukom je osvojio prva dva naslova prvaka 1927. i 1929. godine.
Osim Hajduka, za vrijeme studiranja, nastupao je na prijateljskim utakmicama za Primorje, Iliriju i Građanski.
Za reprezentaciju Jugoslavije odigrao je 3 utakmica. Zanimljivo je to da su u sve tri utakmice protivnici bili reprezentativci ondašnje Čehoslovačke, a debitirao je 28.rujna 1924. godine u prijateljskoj utakmici u Zagrebu kad su bijeli igrali kao reprezentacija svi osim golmana. 
Prema njegovoj ideji 7. svibnja 1944. nakon trogodišnje stanke obnovljen je rad Hajduka. Bio je član uprave obnovljenog Hajduka na Visu 1944.godine. Uz Franu Matošića i Vojka Andrijaševića jedan je od najzaslužnijih za dovođenje Bernarda Vukasa u Hajduk. Jedno je vrijeme bio je i nogometni sudac.
Preminuo je u 61. godinu u Splitu od srčanog udara dok je gledao sportski pregled na TV, baš u trenutku prikazivanja reportaže s utakmice Hajduk-Čelik.